# 遠藤大志
遠藤 大志（えんどう たいし、1980年3月31日 - ）は、千葉県出身の元サッカー選手、サッカー指導者。ポジションはゴールキーパー（GK）。

## 来歴
小学2年生の時にサッカーを始める。1995年に市立船橋高校へ進学。1996年度の全国高校選手権には2年生ながら正GKとして出場し、決勝戦では粘り強い守備で中村俊輔が牽引する桐光の反撃を1点に抑え優勝を果たした。同期には山根伸泉。また、千葉県選抜として国体に2年連続で出場。
1998年、東京ガスFCに社員選手として加入。1999年12月の天皇杯・初芝橋本高校戦の後半からピッチに立ち公式戦デビューを果たした。2000年からは土肥洋一が正GKとして定着したため出場機会を得られずにいたが、2005年になって自ら退路を断ち、プロ選手契約を結んだ。この年はGK陣の中で唯一、シーズンを通して離脱せずに（土肥は日本代表招集のためにチームを離れた）練習に取り組み、プレシーズンマッチのバイエルン・ミュンヘン戦にフル出場。上述の天皇杯以来となる公式戦出場であり、クラブ加入8年目にして初の先発出場となった。手応えと課題を掴みリーグ戦でのベンチ入りを続けていたが、2006年に入ると負傷から復帰した塩田仁史が台頭し、Jサテライトリーグの草津戦ではFWとして途中出場するなどGKの3番手に追いやられ、この年限りで契約を打ち切られた。
Jリーグのトライアウトに参加したのち、2007年からJ2・モンテディオ山形へ完全移籍。山形では清水健太に次ぐ第2GKとしてベンチ入りを続け、高い集中力で練習に臨む姿勢とサテライトリーグでの安定したプレーぶりから、天皇杯で起用された。2009年、山形はJ1に昇格し、8年ぶりにJリーグヤマザキナビスコカップに参加。グループリーグ第5節のFC東京戦で遠藤が先発に抜擢され、古巣との対戦に臨んだ。この年限りで契約満了により退団。
2010年より日本フットボールリーグのソニー仙台FCへ、選手兼GKコーチとして完全移籍。同年5月4日のJFL前期第9節のV・ファーレン長崎戦で初めてリーグ戦での出場を果たした。2011年をもって選手登録を抹消し、翌2012年よりコーチ専任となった。2014年にGK-B級ライセンス、2015年にGK-A級ライセンス、2016年にはA級ジェネラルライセンスを取得し同年限りで退任。
2017年、流通経済大学サッカー部GKコーチに就任。

## 所属クラブ
- 翼サッカークラブ (我孫子市立並木小学校)[1]
- 1992年 - 1994年 我孫子市立久寺家中学校[1]
- 1995年 - 1997年 船橋市立船橋高等学校
- 1998年 - 2006年  東京ガスフットボールクラブ / FC東京
- 2007年 - 2009年  モンテディオ山形
- 2010年 - 2011年  ソニー仙台FC (GKコーチ兼任[22])

## 個人成績
| 国内大会個人成績 | 国内大会個人成績 | 国内大会個人成績 | 国内大会個人成績 | 国内大会個人成績 | 国内大会個人成績 | 国内大会個人成績 | 国内大会個人成績 | 国内大会個人成績 | 国内大会個人成績 | 国内大会個人成績 | 国内大会個人成績 |
| 年度             | クラブ           | 背番号           | リーグ           | リーグ戦         | リーグ戦         | リーグ杯         | リーグ杯         | オープン杯       | オープン杯       | 期間通算         | 期間通算         |
| 年度             | クラブ           | 背番号           | リーグ           | 出場             | 得点             | 出場             | 得点             | 出場             | 得点             | 出場             | 得点             |
| 日本             | 日本             | 日本             | 日本             | リーグ戦         | リーグ戦         | リーグ杯         | リーグ杯         | 天皇杯           | 天皇杯           | 期間通算         | 期間通算         |
| ---------------- | ---------------- | ---------------- | ---------------- | ---------------- | ---------------- | ---------------- | ---------------- | ---------------- | ---------------- | ---------------- | ---------------- |
| 1997             | 市立船橋高       | -                | -                | -                | -                | -                | -                | 1                | 0                | 1                | 0                |
| 1998             | 東京ガス         | 29               | 旧JFL            | 0                | 0                | -                | -                | 0                | 0                | 0                | 0                |
| 1999             | FC東京           | 21               | J2               | 0                | 0                | 0                | 0                | 1                | 0                | 1                | 0                |
| 2000             | FC東京           | 21               | J1               | 0                | 0                | 0                | 0                | 0                | 0                | 0                | 0                |
| 2001             | FC東京           | 21               | J1               | 0                | 0                | 0                | 0                | 0                | 0                | 0                | 0                |
| 2002             | FC東京           | 21               | J1               | 0                | 0                | 0                | 0                | 0                | 0                | 0                | 0                |
| 2003             | FC東京           | 21               | J1               | 0                | 0                | 0                | 0                | 0                | 0                | 0                | 0                |
| 2004             | FC東京           | 21               | J1               | 0                | 0                | 0                | 0                | 0                | 0                | 0                | 0                |
| 2005             | FC東京           | 21               | J1               | 0                | 0                | 0                | 0                | 0                | 0                | 0                | 0                |
| 2006             | FC東京           | 31               | J1               | 0                | 0                | 0                | 0                | 0                | 0                | 0                | 0                |
| 2007             | 山形             | 21               | J2               | 0                | 0                | -                | -                | 1                | 0                | 1                | 0                |
| 2008             | 山形             | 21               | J2               | 0                | 0                | -                | -                | 1                | 0                | 1                | 0                |
| 2009             | 山形             | 21               | J1               | 0                | 0                | 1                | 0                | 0                | 0                | 1                | 0                |
| 2010             | S仙台            | 31               | JFL              | 5                | 0                | -                | -                | 0                | 0                | 5                | 0                |
| 2011             | S仙台            | 31               | JFL              | 0                | 0                | -                | -                | 0                | 0                | 0                | 0                |
| 通算             | 日本             | 日本             | J1               | 0                | 0                | 1                | 0                | 0                | 0                | 1                | 0                |
| 通算             | 日本             | 日本             | J2               | 0                | 0                | 0                | 0                | 3                | 0                | 3                | 0                |
| 通算             | 日本             | 日本             | 旧JFL            | 0                | 0                | -                | -                | 0                | 0                | 0                | 0                |
| 通算             | 日本             | 日本             | JFL              | 5                | 0                | -                | -                | 0                | 0                | 5                | 0                |
| 通算             | 日本             | 日本             | 他               | -                | -                | -                | -                | 1                | 0                | 1                | 0                |
| 総通算           | 総通算           | 総通算           | 総通算           | 5                | 0                | 1                | 0                | 4                | 0                | 10               | 0                |

## タイトル
- 全国高等学校サッカー選手権大会 (1996年)[6]
- ジャパンフットボールリーグ (1998年)
- Jリーグカップ (2004年)

### 個人
- 国民体育大会サッカー競技 優秀選手 (1997年)[6]
- 全国高等学校総合体育大会サッカー競技大会 優秀選手 (1997年)[6]

## 指導歴
- 2010年 - 2016年 ソニー仙台FC GKコーチ (2010年-2011年は選手兼任)
- 2017年 - 流通経済大学サッカー部 GKコーチ